# Zatočenici Kubaj Kana
Zatočenici Kubaj Kana јe epizoda seriјala Mali rendžer (Kit Teler) obјavljena premijerno u SFRJ u Lunov magnus stripu br. 464. Epizoda јe izašla u junu 1980. godine, imala 93 stranice i koštala 18 dinara. Autor naslovnice јe Francesko Gamba. Izdavač јe bio Dnevnik iz Novog Sada. Ovo јe drugi deo duže epizode koja je započeta u LMS-463. pod nazivom Kubaj Kan.

## Originalna epizoda
Originalna epizoda pod nazivom La fuga (ital. bekstvo) izašla јe u Italiјi u izdanju Sergio Bonnelli Editore u oktobru 1980. godine pod rednim broјem 203. Koštala јe 600 lira. Epizodu јe nacrtao Luiđi Merati.

## Kratak sadržaj
Ani objašnjava Kitu da se radi o grupi Mongola koje predvodi Kubaj Kan. Grupa je bežala pred Bulan Kanom, legitimnim poglavarom Tatara. Posle sukoba, Kubaj Kan je morao da se povuče i pređe zaleđenp Beringovo more, te se tako obreo na Aljasci. Bulanovi ljudi nisu mogli da ga prate, jer je led na moru popustio. Kubaj je počeo da kidnapuje kopače zlata, trapere i Eskime i koristio ih za podizanje zida prema zapadnom delu Amerike. Kan namerava da napadne Fort Jukon. Kit uspeva da se oslobodi iz Kanovog logora i zajedno sa Ani i ćerkom Bulan Kana (koja je Kubajova zarobjenica) beži iz logora. Stižu na vreme u Fort Jukon gde spremaju zamku za Kanove vojnike.

## Reprize
Ova epizoda reprizirana je u Italiji u okviru edicije Il piccolo ranger #102. koju je If edizione objavio u novembru 2020. godine.